# João Tiago Almeida Teixeira
João Tiago Almeida Teixeira (ur. 7 maja 1996 w Forbach, w regionie Grand Est) – francuski piłkarz pochodzenia portugalskiego, grający na pozycji pomocnika.

## Kariera piłkarska

### Kariera klubowa
Wychowanek FC Metz, w drugiej drużynie którego latem 2014 rozpoczął karierę piłkarską. W sezonie 2016/17 występował w US Sarre-Union. Latem 2017 roku przeszedł do portugalskiego Sarreguemines FC. 3 sierpnia 2018 został piłkarzem Zimbru Kiszyniów. 3 lutego 2019 przeniósł się do CSM Politehnica Jassy. 2 września 2019 podpisał kontrakt z FK Ołeksandrija.

### Kariera reprezentacyjna
W latach 2014–2015 występował w juniorskiej reprezentacji U-19.